# World Series of Poker 2023
Die World Series of Poker 2023 war die 54. Austragung der Poker-Weltmeisterschaft und fand vom 30. Mai bis 18. Juli 2023 im Horseshoe Las Vegas und Paris Las Vegas in Paradise am Las Vegas Strip statt.

## Turniere

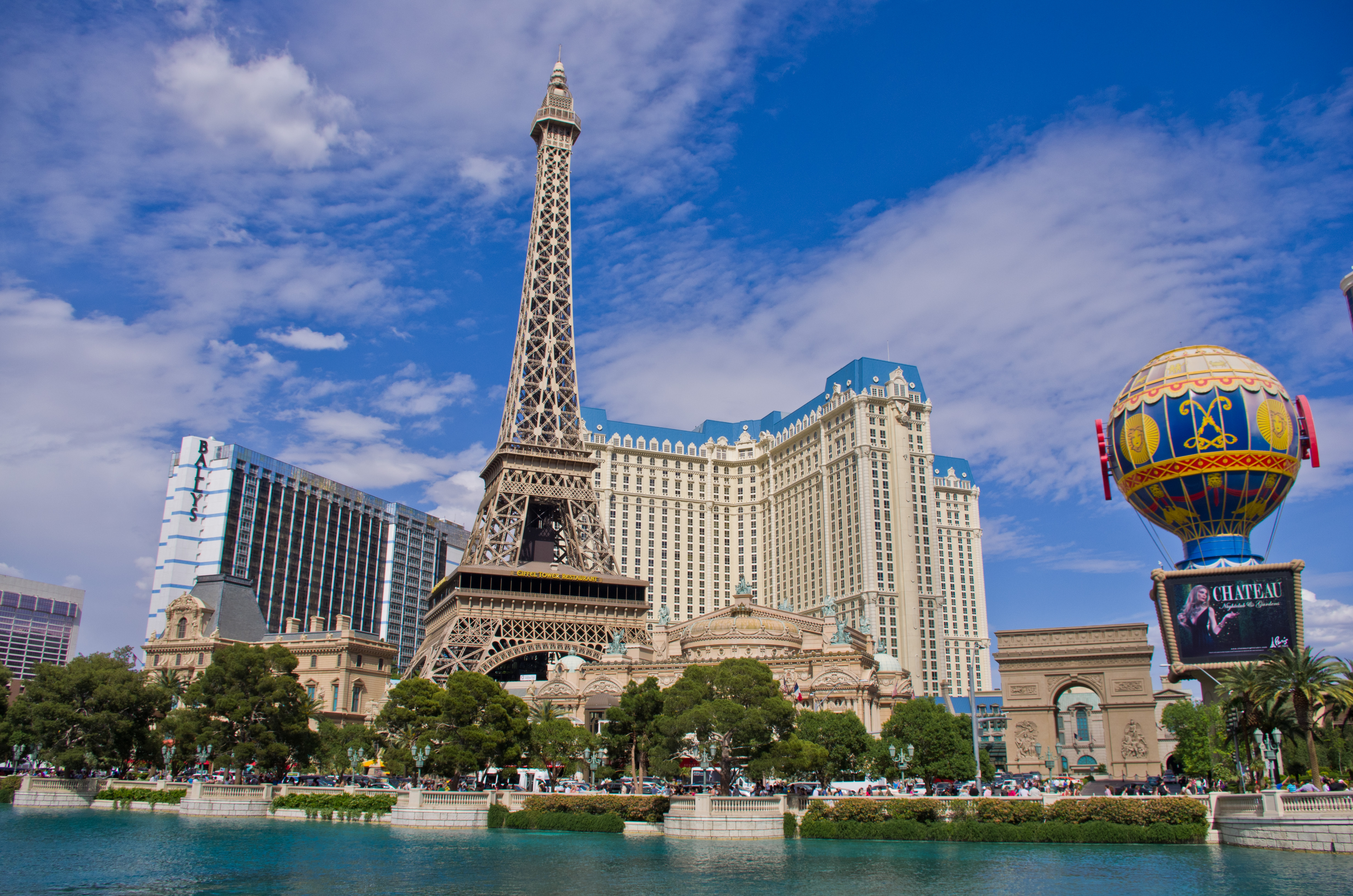
Horseshoe (links) und Paris (Mitte) am Las Vegas Strip

### Struktur
Die Turnierserie sowie die ersten 12 Turniere wurden Mitte Dezember 2022 angekündigt. Der vollständige Turnierplan folgte im Januar 2023. Insgesamt standen 95 Pokerturniere in den Varianten Texas Hold’em, Omaha Hold’em, Seven Card Stud, Razz, 2-7 Triple Draw, Badugi sowie in den gemischten Varianten H.O.R.S.E., Big Bet Mix, 8-Game und 9-Game auf dem Turnierplan. Der Buy-in lag zwischen 300 und 250.000 US-Dollar. Zudem wurde zum sechsten Mal das Tournament of Champions ausgetragen, an dem alle Braceletgewinner der World Series of Poker Online und World Series of Poker Europe aus 2022 sowie alle Gewinner von Turnieren der Circuit-Saison 2022/23 kostenlos teilnehmen konnten und bei dem ein Preispool von einer Million US-Dollar ausgespielt wurde. Alle Turniere mit einem Buy-in von mindestens 10.000 US-Dollar zählten zur PokerGO Tour, die über das Kalenderjahr 2023 läuft. Darüber hinaus wurden 34 weitere Events online auf den Plattform WSOP.com, WSOP.com MI und WSOP.com PA ausgespielt. Für einen Turniersieg erhielten die Spieler neben dem Preisgeld ein Bracelet. Mit Tamar Abraham war eine Frau siegreich; Chad Eveslage, Chris Brewer, Josh Arieh und Ryan Miller gewannen je zwei Bracelets.

### Turnierplan

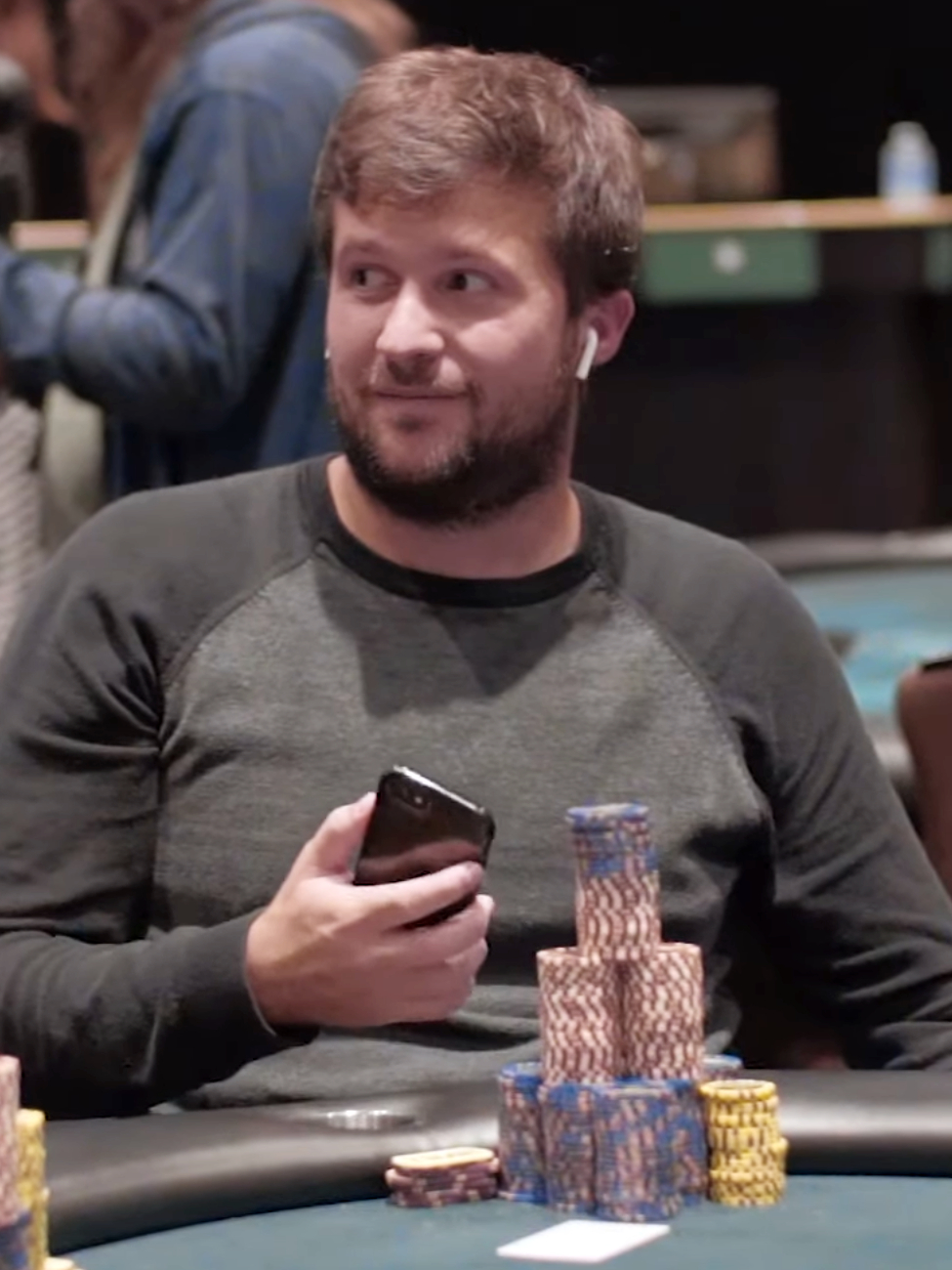
Chad Eveslage wurde zum ersten doppelten Braceletgewinner dieser Turnierserie

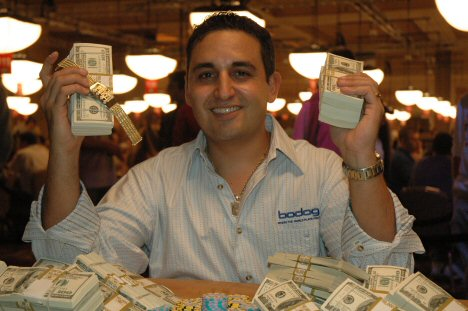
Josh Arieh war bei der Limit Hold’em Championship und beim High Roller H.O.R.S.E. siegreich

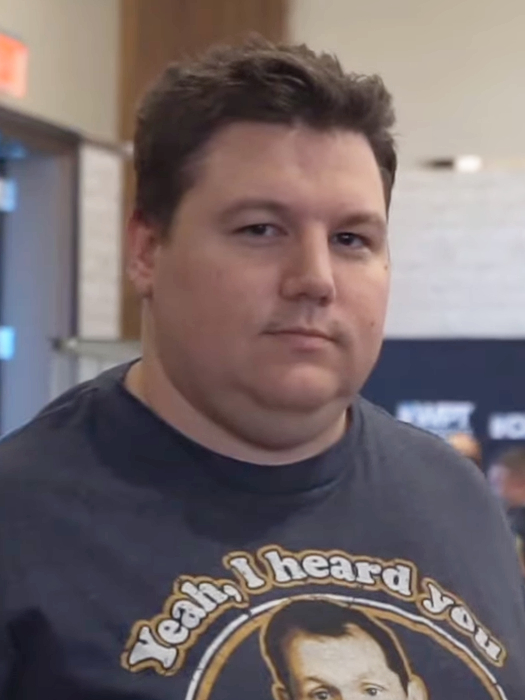
Shaun Deeb gewann sein sechstes Bracelet

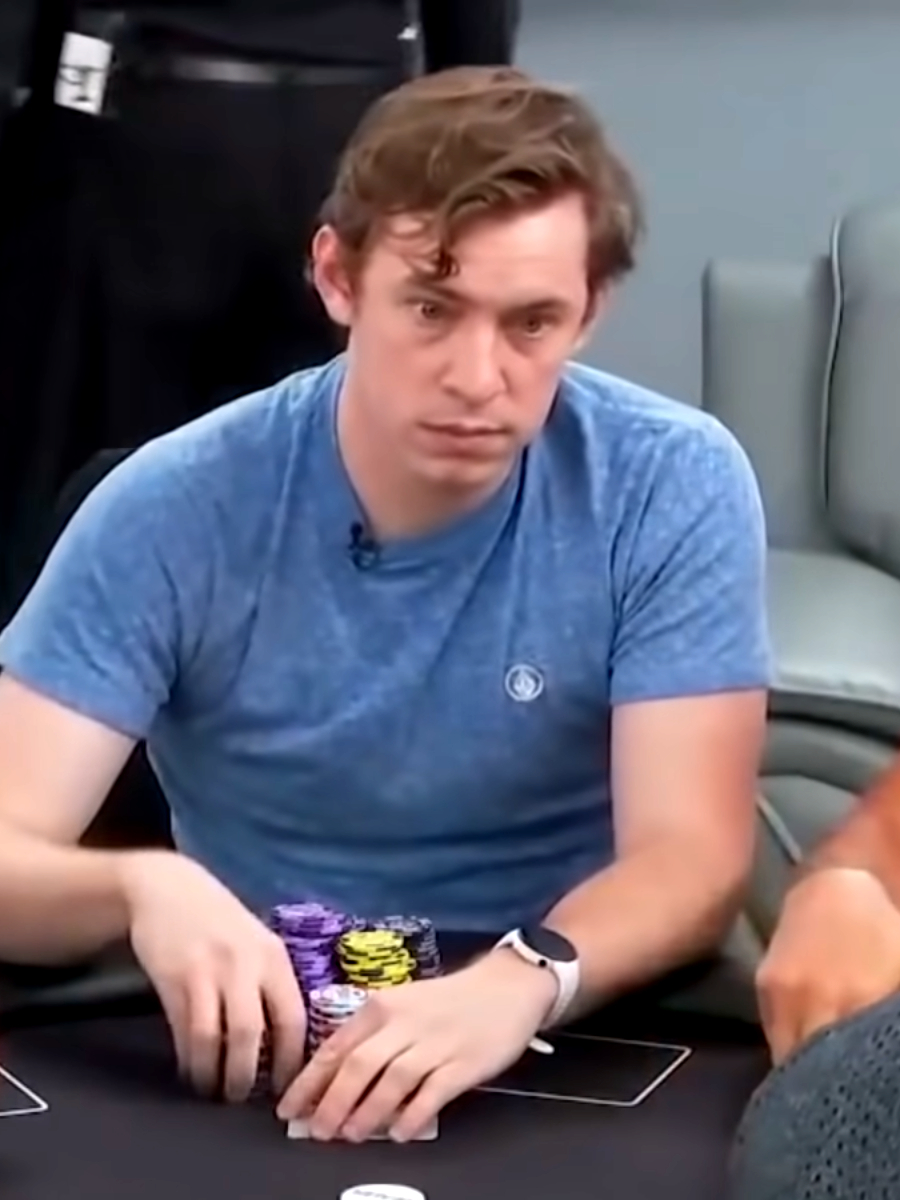
Chris Brewer siegte beim Super High Roller und bei der No-Limit 2-7 Lowball Draw Championship

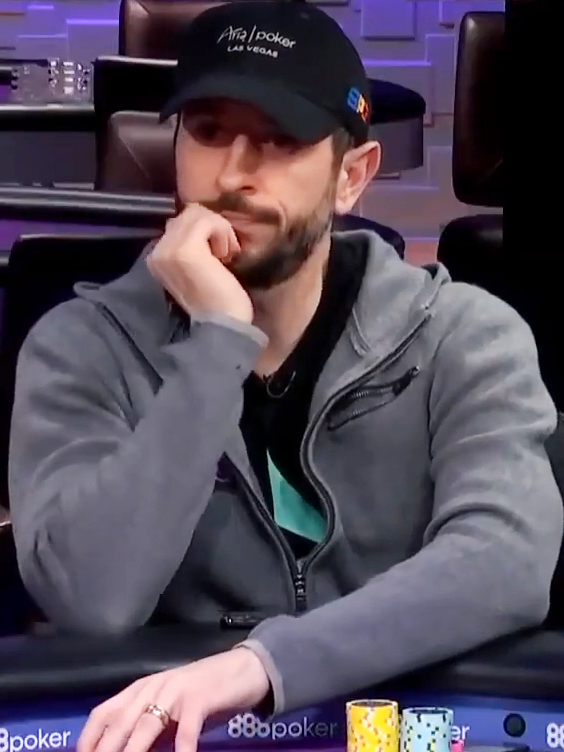
Brian Rast gewann zum dritten Mal die Poker Player’s Championship

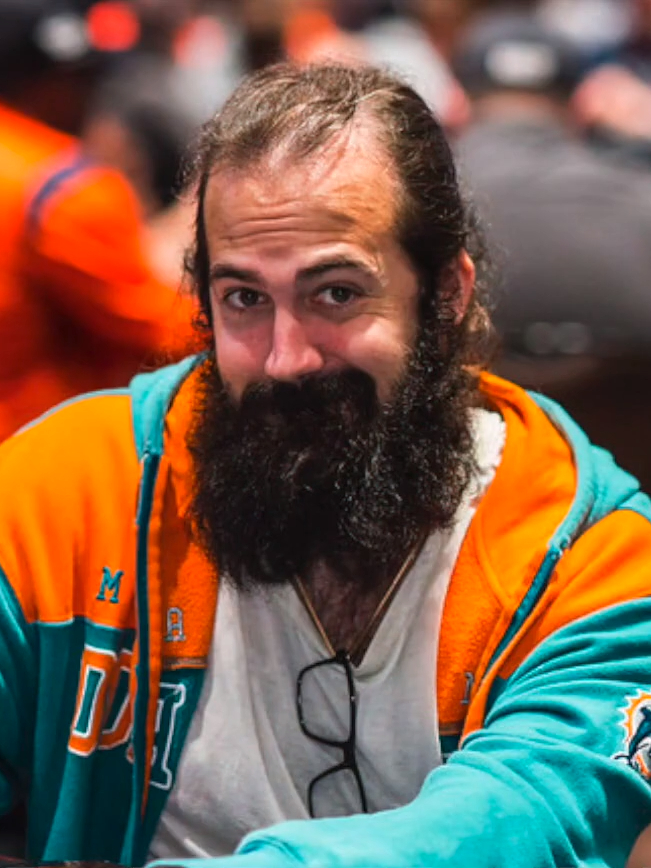
Jason Mercier erspielte sich sein sechstes Armband

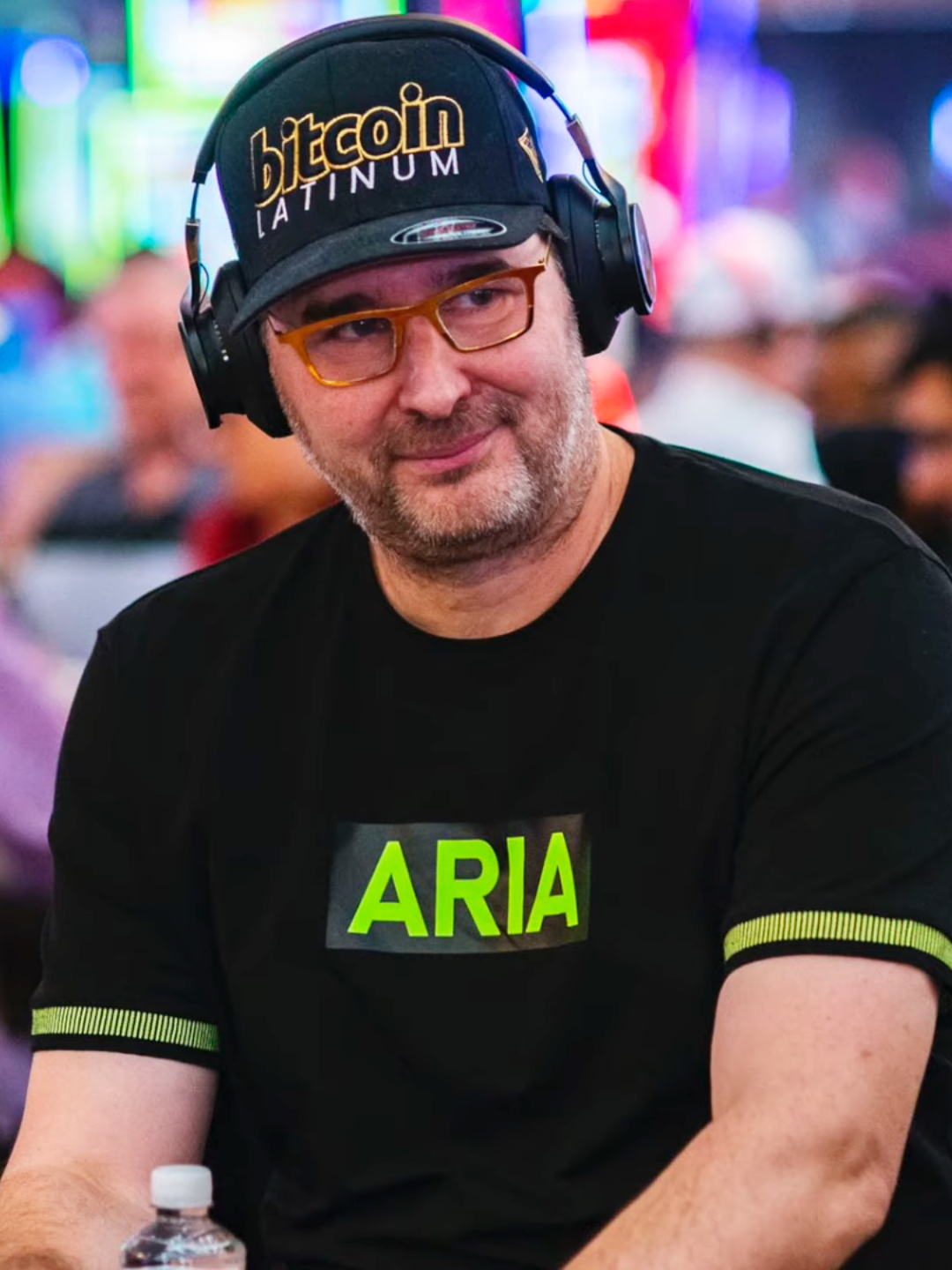
Phil Hellmuth baute mit seinem 17. Bracelet seinen Rekord aus

Im Falle eines mehrfachen Braceletgewinners gibt die Zahl hinter dem Spielernamen an, das wievielte Bracelet in diesem Turnier gewonnen wurde.
| #  | Buy-in (in $) | Turnier                                           | Turnierbeginn | Teilnehmer | Sieger                 | Sieger                 | Herkunft               | Herkunft               | Preisgeld (in $) |
| -- | ------------- | ------------------------------------------------- | ------------- | ---------- | ---------------------- | ---------------------- | ---------------------- | ---------------------- | ---------------- |
| 01 | 000.500       | Casino Employees No-Limit Hold’em                 | 30. Mai 2023  | 01.015     | Peter Thai             | Peter Thai             | Vereinigte Staaten     | Vereinigte Staaten     | 00.075.535       |
| 02 | 025.000       | High Roller Six Handed No-Limit Hold’em           | 30. Mai 2023  | 00.207     | Alexandre Vuilleumier  | Alexandre Vuilleumier  | Schweiz                | Schweiz                | 01.215.864       |
| 03 | 001.000       | Mystery Millions – No-Limit Hold’em               | 31. Mai 2023  | 18.188     | Tyler Brown            | Tyler Brown            | Vereinigte Staaten     | Vereinigte Staaten     | 01.000.000       |
| 04 | 000.000       | Tournament of Champions                           | 31. Mai 2023  | 00.741     | Ronnie Day             | Ronnie Day             | Vereinigte Staaten     | Vereinigte Staaten     | 00.200.000       |
| 05 | 001.500       | Dealers Choice                                    | 31. Mai 2023  | 00.456     | Chad Eveslage (2)      | Chad Eveslage (2)      | Vereinigte Staaten     | Vereinigte Staaten     | 00.131.879       |
| 06 | 005.000       | Mixed No-Limit Hold’em; Pot-Limit Omaha           | 1. Juni 2023  | 00.568     | Michael Moncek (2)     | Michael Moncek (2)     | Vereinigte Staaten     | Vereinigte Staaten     | 00.534.499       |
| 07 | 001.500       | Limit Hold’em                                     | 1. Juni 2023  | 00.527     | Wadym Schles           | Wadym Schles           | Ukraine                | Ukraine                | 00.146.835       |
| 08 | 025.000       | Heads Up No-Limit Hold’em Championship            | 2. Juni 2023  | 00.064     | Chanracy Khun          | Chanracy Khun          | Kanada                 | Kanada                 | 00.507.020       |
| 09 | 001.500       | Seven Card Stud                                   | 2. Juni 2023  | 00.360     | Nick Schulman (4)      | Nick Schulman (4)      | Vereinigte Staaten     | Vereinigte Staaten     | 00.110.800       |
| 10 | 010.000       | Dealers Choice 6-Handed Championship              | 3. Juni 2023  | 00.130     | Chad Eveslage (3)      | Chad Eveslage (3)      | Vereinigte Staaten     | Vereinigte Staaten     | 00.311.428       |
| 11 | 000.600       | No-Limit Hold’em Deepstack                        | 4. Juni 2023  | 06.085     | Kenneth O’Donnell      | Kenneth O’Donnell      | Vereinigte Staaten     | Vereinigte Staaten     | 00.351.098       |
| 12 | 005.000       | Freezeout No-Limit Hold’em                        | 4. Juni 2023  | 00.735     | Jeremy Eyer            | Jeremy Eyer            | Vereinigte Staaten     | Vereinigte Staaten     | 00.649.550       |
| 13 | 000.600       | Pot-Limit Omaha Deepstack                         | 5. Juni 2023  | 03.200     | Joseph Altomonte       | Joseph Altomonte       | Vereinigte Staaten     | Vereinigte Staaten     | 00.217.102       |
| 14 | 010.000       | Seven Card Stud Championship                      | 5. Juni 2023  | 00.130     | Brian Yoon (5)         | Brian Yoon (5)         | Vereinigte Staaten     | Vereinigte Staaten     | 00.311.433       |
| 15 | 001.500       | 6-Handed No-Limit Hold’em                         | 6. Juni 2023  | 02.454     | Rafael Reis            | Rafael Reis            | Brasilien              | Brasilien              | 00.465.501       |
| 16 | 025.000       | High Roller No-Limit Hold’em                      | 6. Juni 2023  | 00.301     | Isaac Haxton           | Isaac Haxton           | Vereinigte Staaten     | Vereinigte Staaten     | 01.698.215       |
| 17 | 001.500       | Omaha Hi-Lo 8 or Better                           | 6. Juni 2023  | 01.143     | James Collopy (3)      | James Collopy (3)      | Vereinigte Staaten     | Vereinigte Staaten     | 00.262.542       |
| 18 | 000.300       | Gladiators of Poker No-Limit Hold’em              | 7. Juni 2023  | 23.088     | Jason Simon            | Jason Simon            | Vereinigte Staaten     | Vereinigte Staaten     | 00.499.852       |
| 19 | 002.500       | Freezeout No-Limit Hold’em                        | 7. Juni 2023  | 01.139     | Walentino Konaktschiew | Walentino Konaktschiew | Bulgarien              | Bulgarien              | 00.435.924       |
| 20 | 001.500       | Badugi                                            | 7. Juni 2023  | 00.516     | Michael Rodrigues      | Michael Rodrigues      | Portugal               | Portugal               | 00.144.678       |
| 21 | 001.000       | Pot-Limit Omaha                                   | 8. Juni 2023  | 02.017     | Stephen Nahm           | Stephen Nahm           | Kanada                 | Kanada                 | 00.267.991       |
| 22 | 010.000       | Limit Hold’em Championship                        | 8. Juni 2023  | 00.134     | Josh Arieh (5)         | Josh Arieh (5)         | Vereinigte Staaten     | Vereinigte Staaten     | 00.316.226       |
| 23 | 050.000       | High Roller No-Limit Hold’em                      | 9. Juni 2023  | 00.124     | Leon Sturm             | Leon Sturm             | Deutschland            | Deutschland            | 01.546.024       |
| 24 | 001.500       | Razz                                              | 9. Juni 2023  | 00.556     | David „ODB“ Baker (3)  | David „ODB“ Baker (3)  | Vereinigte Staaten     | Vereinigte Staaten     | 00.152.991       |
| 25 | 010.000       | Omaha Hi-Lo 8 or Better Championship              | 10. Juni 2023 | 00.212     | Ben Lamb (2)           | Ben Lamb (2)           | Vereinigte Staaten     | Vereinigte Staaten     | 00.492.795       |
| 26 | 000.800       | No-Limit Hold’em Deepstack                        | 11. Juni 2023 | 04.747     | Renji Mao              | Renji Mao              | China Volksrepublik    | China Volksrepublik    | 00.402.588       |
| 27 | 001.500       | Eight Game Mix                                    | 11. Juni 2023 | 00.789     | Shaun Deeb (6)         | Shaun Deeb (6)         | Vereinigte Staaten     | Vereinigte Staaten     | 00.198.854       |
| 28 | 001.500       | Freezeout No-Limit Hold’em                        | 12. Juni 2023 | 02.046     | Benjamin Ector         | Benjamin Ector         | Vereinigte Staaten     | Vereinigte Staaten     | 00.406.403       |
| 29 | 100.000       | High Roller No-Limit Hold’em                      | 12. Juni 2023 | 00.093     | Jans Arends (2)        | Jans Arends (2)        | Niederlande            | Niederlande            | 02.576.729       |
| 30 | 001.500       | Limit 2-7 Lowball Triple Draw                     | 12. Juni 2023 | 00.522     | John Monnette (5)      | John Monnette (5)      | Vereinigte Staaten     | Vereinigte Staaten     | 00.145.863       |
| 31 | 000.600       | Mixed No-Limit Hold’em; Pot-Limit Omaha Deepstack | 13. Juni 2023 | 02.759     | Joseph Dulaney         | Joseph Dulaney         | Vereinigte Staaten     | Vereinigte Staaten     | 00.194.155       |
| 32 | 003.000       | 6-Handed No-Limit Hold’em                         | 13. Juni 2023 | 01.241     | Mark Ioli              | Mark Ioli              | Vereinigte Staaten     | Vereinigte Staaten     | 00.558.266       |
| 33 | 010.000       | Razz Championship                                 | 13. Juni 2023 | 00.123     | Jerry Wong             | Jerry Wong             | Vereinigte Staaten     | Vereinigte Staaten     | 00.298.682       |
| 34 | 001.500       | Pot-Limit Omaha                                   | 14. Juni 2023 | 01.355     | Sean Troha (2)         | Sean Troha (2)         | Vereinigte Staaten     | Vereinigte Staaten     | 00.298.192       |
| 35 | 010.000       | Secret Bounty No-Limit Hold’em                    | 14. Juni 2023 | 00.568     | Chris Klodnicki (2)    | Chris Klodnicki (2)    | Vereinigte Staaten     | Vereinigte Staaten     | 00.733.317       |
| 36 | 003.000       | Nine Game Mix                                     | 14. Juni 2023 | 00.361     | Ryutaro Suzuki         | Ryutaro Suzuki         | Japan                  | Japan                  | 00.221.124       |
| 37 | 002.000       | No-Limit Hold’em                                  | 15. Juni 2023 | 01.962     | Yuan Li                | Yuan Li                | China Volksrepublik    | China Volksrepublik    | 00.524.777       |
| 38 | 010.000       | Limit 2-7 Lowball Triple Draw Championship        | 15. Juni 2023 | 00.130     | Benny Glaser (5)       | Benny Glaser (5)       | Vereinigtes Konigreich | Vereinigtes Konigreich | 00.311.428       |
| 39 | 001.500       | Monster Stack No-Limit Hold’em                    | 16. Juni 2023 | 08.317     | Braxton Dunaway        | Braxton Dunaway        | Vereinigte Staaten     | Vereinigte Staaten     | 01.162.681       |
| 40 | 250.000       | Super High Roller No-Limit Hold’em                | 16. Juni 2023 | 00.069     | Chris Brewer           | Chris Brewer           | Vereinigte Staaten     | Vereinigte Staaten     | 05.293.556       |
| 41 | 001.500       | Big O                                             | 17. Juni 2023 | 01.458     | Scott Abrams           | Scott Abrams           | Vereinigte Staaten     | Vereinigte Staaten     | 00.315.203       |
| 42 | 000.800       | 8-Handed No-Limit Hold’em Deepstack               | 18. Juni 2023 | 03.773     | Qiang Xu               | Qiang Xu               | China Volksrepublik    | China Volksrepublik    | 00.339.377       |
| 43 | 050.000       | Poker Players Championship                        | 18. Juni 2023 | 00.099     | Brian Rast (6)         | Brian Rast (6)         | Vereinigte Staaten     | Vereinigte Staaten     | 01.324.747       |
| 44 | 003.000       | No-Limit Hold’em                                  | 19. Juni 2023 | 01.735     | Yang Zhang             | Yang Zhang             | China Volksrepublik    | China Volksrepublik    | 00.717.879       |
| 45 | 001.500       | Mixed Omaha Hi Low                                | 19. Juni 2023 | 01.091     | William Leffingwell    | William Leffingwell    | Vereinigte Staaten     | Vereinigte Staaten     | 00.253.651       |
| 46 | 000.500       | Freezeout No-Limit Hold’em                        | 20. Juni 2023 | 05.342     | Jay Lockett            | Jay Lockett            | Vereinigte Staaten     | Vereinigte Staaten     | 00.262.526       |
| 47 | 001.500       | H.O.R.S.E.                                        | 20. Juni 2023 | 00.836     | Yuri Dzivielevski (3)  | Yuri Dzivielevski (3)  | Brasilien              | Brasilien              | 00.207.688       |
| 48 | 001.000       | Seniors No-Limit Hold’em Championship             | 21. Juni 2023 | 08.180     | Lonnie Hallett         | Lonnie Hallett         | Kanada                 | Kanada                 | 00.765.731       |
| 49 | 001.500       | Super Turbo Bounty No-Limit Hold’em               | 21. Juni 2023 | 02.226     | Pengfei Wang           | Pengfei Wang           | Vereinigte Staaten     | Vereinigte Staaten     | 00.270.700       |
| 50 | 010.000       | Pot-Limit Omaha Championship                      | 21. Juni 2023 | 00.731     | Ap Garza               | Ap Garza               | Vereinigte Staaten     | Vereinigte Staaten     | 01.309.232       |
| 51 | 001.000       | Tag Team No-Limit Hold’em                         | 22. Juni 2023 | 01.282     | Michael Savakinas      | Satoshi Tanaka         | Vereinigte Staaten     | Japan                  | 00.190.662       |
| 52 | 002.500       | Mixed Triple Draw Lowball                         | 22. Juni 2023 | 00.353     | Nick Pupillo           | Nick Pupillo           | Vereinigte Staaten     | Vereinigte Staaten     | 00.181.978       |
| 53 | 001.500       | Millionaire Maker No-Limit Hold’em                | 23. Juni 2023 | 10.430     | Pavel Plesuv           | Pavel Plesuv           | Moldau Republik        | Moldau Republik        | 01.201.564       |
| 54 | 010.000       | H.O.R.S.E. Championship                           | 23. Juni 2023 | 00.185     | Mike Gorodinsky (3)    | Mike Gorodinsky (3)    | Vereinigte Staaten     | Vereinigte Staaten     | 00.422.747       |
| 55 | 001.500       | Seven Card Stud Hi-Lo 8 or Better                 | 24. Juni 2023 | 00.566     | Marcin Horecki         | Marcin Horecki         | Polen                  | Polen                  | 00.155.275       |
| 56 | 000.500       | Salute to Warriors – No-Limit Hold’em             | 25. Juni 2023 | 04.303     | Steven Genovese        | Steven Genovese        | Vereinigte Staaten     | Vereinigte Staaten     | 00.217.921       |
| 57 | 025.000       | High Roller Pot-Limit Omaha                       | 25. Juni 2023 | 00.449     | Ka Kwan Lau            | Ka Kwan Lau            | Hongkong               | Hongkong               | 02.294.756       |
| 58 | 003.000       | 6-Handed Limit Hold’em                            | 25. Juni 2023 | 00.263     | Jason Daly             | Jason Daly             | Vereinigte Staaten     | Vereinigte Staaten     | 00.165.250       |
| 59 | 003.000       | Freezeout No-Limit Hold’em                        | 26. Juni 2023 | 01.598     | Robert Schulz          | Robert Schulz          | Deutschland            | Deutschland            | 00.675.275       |
| 60 | 001.500       | No-Limit 2-7 Lowball Draw                         | 26. Juni 2023 | 00.548     | Jason Mercier (6)      | Jason Mercier (6)      | Vereinigte Staaten     | Vereinigte Staaten     | 00.151.276       |
| 61 | 001.000       | Super Seniors No-Limit Hold’em                    | 27. Juni 2023 | 03.121     | Klaus Ilk              | Klaus Ilk              | Osterreich             | Osterreich             | 00.371.603       |
| 62 | 001.500       | Mixed No-Limit Hold’em; Pot-Limit Omaha           | 27. Juni 2023 | 02.076     | David Simon            | David Simon            | Vereinigte Staaten     | Vereinigte Staaten     | 00.410.659       |
| 63 | 010.000       | Seven Card Stud Hi-Lo 8 or Better Championship    | 27. Juni 2023 | 00.141     | Ryan Miller            | Ryan Miller            | Vereinigte Staaten     | Vereinigte Staaten     | 00.344.677       |
| 64 | 000.600       | Deepstack Championship No-Limit Hold’em           | 28. Juni 2023 | 04.303     | David Guay             | David Guay             | Kanada                 | Kanada                 | 00.270.972       |
| 65 | 005.000       | 6-Handed No-Limit Hold’em                         | 28. Juni 2023 | 01.199     | Weiran Pu              | Weiran Pu              | China Volksrepublik    | China Volksrepublik    | 00.938.244       |
| 66 | 001.500       | Pot-Limit Omaha Hi-Lo 8 or Better                 | 28. Juni 2023 | 01.125     | William Kopp           | William Kopp           | Vereinigte Staaten     | Vereinigte Staaten     | 00.259.549       |
| 67 | 001.000       | Ladies No-Limit Hold’em Championship              | 29. Juni 2023 | 01.295     | Tamar Abraham          | Tamar Abraham          | Vereinigte Staaten     | Vereinigte Staaten     | 00.192.167       |
| 68 | 001.000       | Super Turbo Bounty No-Limit Hold’em               | 29. Juni 2023 | 02.824     | Gabriel Schroeder      | Gabriel Schroeder      | Brasilien              | Brasilien              | 00.228.632       |
| 69 | 010.000       | No-Limit 2-7 Lowball Draw Championship            | 29. Juni 2023 | 00.154     | Chris Brewer (2)       | Chris Brewer (2)       | Vereinigte Staaten     | Vereinigte Staaten     | 00.367.599       |
| 70 | 000.400       | Colossus No-Limit Hold’em                         | 30. Juni 2023 | 15.894     | Moshe Refaelowitz      | Moshe Refaelowitz      | Israel                 | Israel                 | 00.501.120       |
| 71 | 050.000       | High Roller Pot-Limit Omaha                       | 30. Juni 2023 | 00.200     | Jesse Lonis (2)        | Jesse Lonis (2)        | Vereinigte Staaten     | Vereinigte Staaten     | 02.303.017       |
| 72 | 010.000       | Super Turbo Bounty No-Limit Hold’em               | 1. Juli 2023  | 00.642     | Phil Hellmuth (17)     | Phil Hellmuth (17)     | Vereinigte Staaten     | Vereinigte Staaten     | 00.803.818       |
| 73 | 002.500       | Mixed Big Bet Event                               | 1. Juli 2023  | 00.377     | Julio Belluscio        | Julio Belluscio        | Argentinien            | Argentinien            | 00.190.240       |
| 74 | 001.000       | Mini Main Event No-Limit Hold’em                  | 2. Juli 2023  | 05.257     | Bradley Gafford        | Bradley Gafford        | Vereinigte Staaten     | Vereinigte Staaten     | 00.549.555       |
| 75 | 010.000       | Pot-Limit Omaha Hi-Lo 8 or Better Championship    | 2. Juli 2023  | 00.277     | Hassan Kamel           | Hassan Kamel           | Australien             | Australien             | 00.598.613       |
| 76 | 010.000       | Main Event No-Limit Hold’em World Championship    | 3. Juli 2023  | 10.043     | Daniel Weinman (2)     | Daniel Weinman (2)     | Vereinigte Staaten     | Vereinigte Staaten     | 12.100.000       |
| 77 | 000.777       | Lucky 7’s No-Limit Hold’em                        | 7. Juli 2023  | 07.300     | Shawn Daniels          | Shawn Daniels          | Vereinigte Staaten     | Vereinigte Staaten     | 00.777.777       |
| 78 | 001.500       | Bounty Pot-Limit Omaha                            | 7. Juli 2023  | 01.214     | Thomas Skaggs          | Thomas Skaggs          | Vereinigte Staaten     | Vereinigte Staaten     | 00.171.742       |
| 79 | 002.500       | No-Limit Hold’em                                  | 10. Juli 2023 | 02.068     | Samuel Bernabéu        | Samuel Bernabéu        | Spanien                | Spanien                | 00.682.436       |
| 80 | 025.000       | High Roller H.O.R.S.E.                            | 10. Juli 2023 | 00.112     | Josh Arieh (6)         | Josh Arieh (6)         | Vereinigte Staaten     | Vereinigte Staaten     | 00.711.313       |
| 81 | 000.600       | Ultra Stack No-Limit Hold’em                      | 11. Juli 2023 | 07.207     | Joseph Roh             | Joseph Roh             | Vereinigte Staaten     | Vereinigte Staaten     | 00.401.250       |
| 82 | 003.000       | 6-Handed Pot-Limit Omaha                          | 11. Juli 2023 | 01.013     | Matthew Parry          | Matthew Parry          | Vereinigte Staaten     | Vereinigte Staaten     | 00.480.122       |
| 83 | 001.500       | Short Deck No-Limit Hold’em                       | 12. Juli 2023 | 00.363     | Thai Ha                | Thai Ha                | Vietnam                | Vietnam                | 00.111.170       |
| 84 | 050.000       | High Roller No-Limit Hold’em                      | 12. Juli 2023 | 00.176     | Aleks Kulew            | Aleks Kulew            | Bulgarien              | Bulgarien              | 02.087.073       |
| 85 | 001.500       | Shootout No-Limit Hold’em                         | 13. Juli 2023 | 00.987     | Faraz Jaka             | Faraz Jaka             | Vereinigte Staaten     | Vereinigte Staaten     | 00.237.367       |
| 86 | 001.979       | Poker Hall of Fame Bounty No-Limit Hold’em        | 13. Juli 2023 | 01.417     | Diego Ventura          | Diego Ventura          | Peru                   | Peru                   | 00.402.054       |
| 87 | 002.500       | Mixed                                             | 13. Juli 2023 | 00.460     | Bradley Smith          | Bradley Smith          | Kanada                 | Kanada                 | 00.221.733       |
| 88 | 001.500       | The Closer – No-Limit Hold’em                     | 14. Juli 2023 | 03.531     | Pierre Shum            | Pierre Shum            | Vereinigte Staaten     | Vereinigte Staaten     | 00.606.810       |
| 89 | 001.000       | Flip & Go No-Limit Hold’em Presented by GG Poker  | 14. Juli 2023 | 01.022     | Dong Meng              | Dong Meng              | Vereinigte Staaten     | Vereinigte Staaten     | 00.160.490       |
| 90 | 010.000       | 6-Handed No-Limit Hold’em Championship            | 14. Juli 2023 | 00.550     | Alexandre Réard (2)    | Alexandre Réard (2)    | Frankreich             | Frankreich             | 01.057.663       |
| 91 | 003.000       | H.O.R.S.E.                                        | 15. Juli 2023 | 00.331     | Ryan Miller (2)        | Ryan Miller (2)        | Vereinigte Staaten     | Vereinigte Staaten     | 00.208.460       |
| 92 | 001.000       | Freezeout No-Limit Hold’em                        | 16. Juli 2023 | 01.710     | Kang Lee               | Kang Lee               | Kanada                 | Kanada                 | 00.236.741       |
| 93 | 010.000       | Short Deck No-Limit Hold’em                       | 16. Juli 2023 | 00.106     | Martin Nielsen         | Martin Nielsen         | Danemark               | Danemark               | 00.270.760       |
| 94 | 005.000       | 8-Handed No-Limit Hold’em                         | 17. Juli 2023 | 00.813     | Alex Keating           | Alex Keating           | Vereinigte Staaten     | Vereinigte Staaten     | 00.701.688       |
| 95 | 001.000       | Super Turbo No-Limit Hold’em                      | 18. Juli 2023 | 01.482     | Paul Berger            | Paul Berger            | Vereinigte Staaten     | Vereinigte Staaten     | 00.212.645       |

### Main Event

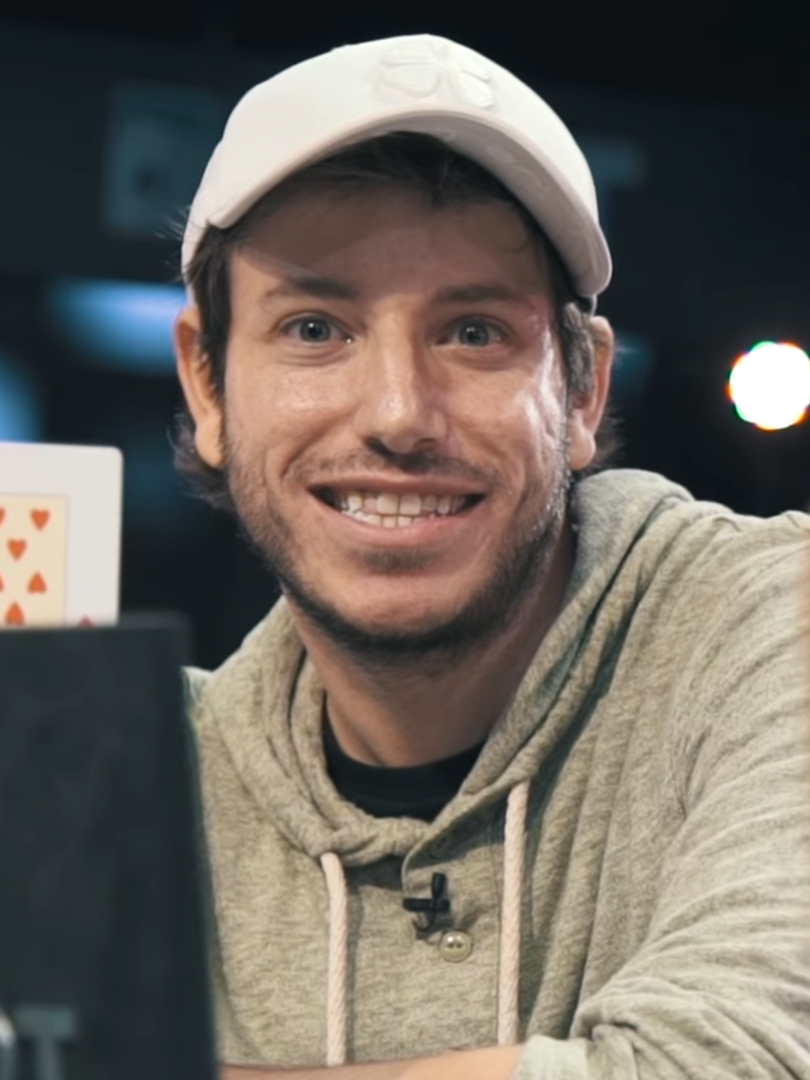
Daniel Weinman (2017)

Das Main Event wurde vom 3. bis 17. Juli 2023 gespielt. In der finalen Hand gewann Weinman mit K♣ J♦ gegen Jones mit J♣ 8♦.
| Platz | Herkunft               | Spieler             | Alter * | Preisgeld (in $) |
| ----- | ---------------------- | ------------------- | ------- | ---------------- |
| 1     | Vereinigte Staaten     | Daniel Weinman      | 35      | 12.100.000       |
| 2     | Vereinigte Staaten     | Steven Jones        | 35      | 06.500.000       |
| 3     | Vereinigte Staaten     | Adam Walton         | 40      | 04.000.000       |
| 4     | Deutschland            | Jan-Peter Jachtmann | 55      | 03.000.000       |
| 5     | Ukraine                | Ruslan Prydryk      | 42      | 02.400.000       |
| 6     | Vereinigtes Konigreich | Dean Hutchison      | 37      | 01.850.000       |
| 7     | Vereinigtes Konigreich | Toby Lewis          | 33      | 01.425.000       |
| 8     | Spanien                | Juan Maceiras       | 39      | 01.125.000       |
| 9     | Italien                | Daniel Holzner      | 30      | 00.900.000       |

### Onlineturniere
Im Falle eines mehrfachen Braceletgewinners gibt die Zahl hinter dem Spielernamen an, das wievielte Bracelet in diesem Turnier gewonnen wurde.

#### WSOP.com

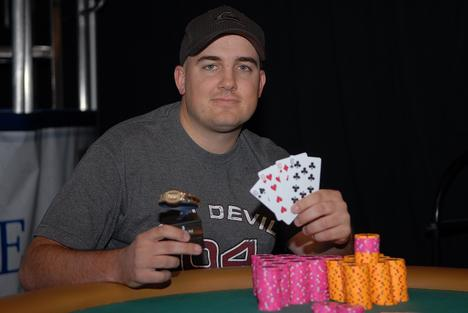
Ryan Hughes sicherte sich sein drittes Bracelet

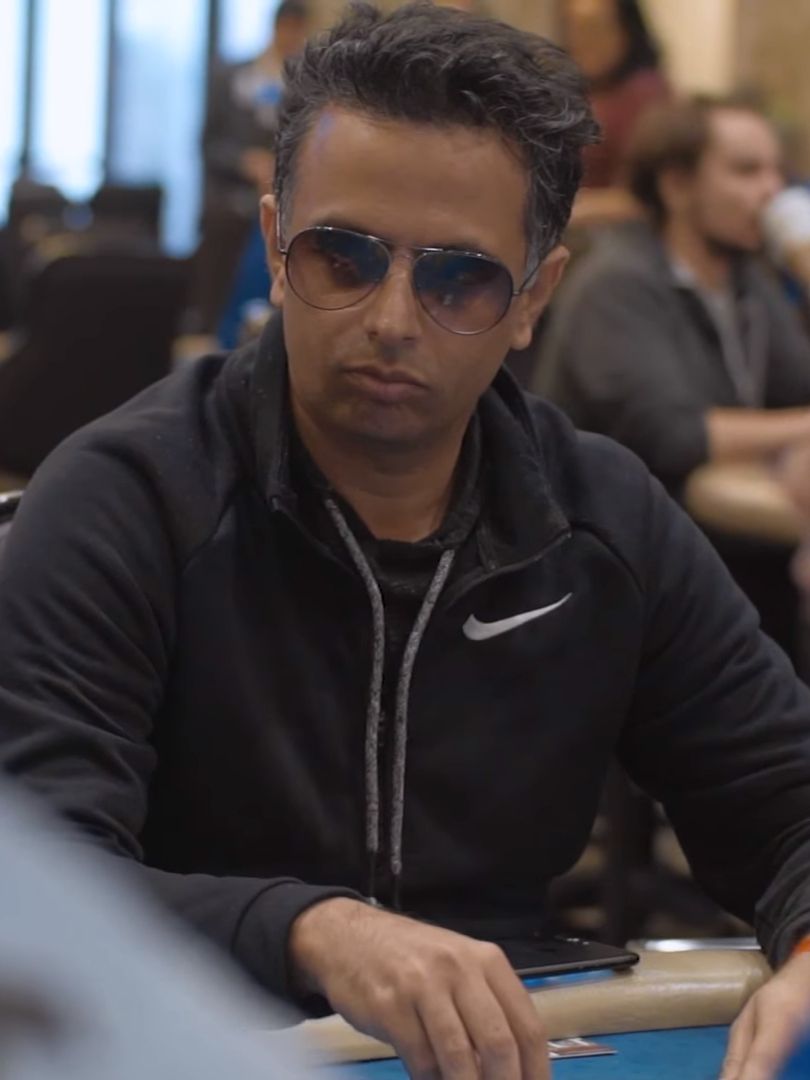
Nipun Java gewann sein drittes Armband

| #  | Buy-in (in $) | Turnier                                | Turnierbeginn | Teilnehmer | Sieger             | Herkunft               | Preisgeld (in $) |
| -- | ------------- | -------------------------------------- | ------------- | ---------- | ------------------ | ---------------------- | ---------------- |
| 01 | 0333          | NL Hold’em Triple Treys Summer Tip Off | 1. Juni 2023  | 1330       | Cody Bell          | Vereinigte Staaten     | 087.665          |
| 02 | 0500          | NL Hold’em Bankroll Builder            | 4. Juni 2023  | 1253       | Ian Matakis        | Vereinigte Staaten     | 120.686          |
| 03 | 1000          | NL Hold’em Deepstack                   | 4. Juni 2023  | 0688       | Ryan Hughes (3)    | Vereinigte Staaten     | 145.059          |
| 04 | 0600          | NL Hold’em Ultra Deepstack             | 6. Juni 2023  | 1031       | Danny Wong         | Vereinigte Staaten     | 130.648          |
| 05 | 0400          | NL Hold’em 8-Max                       | 11. Juni 2023 | 1488       | Gary Belyalovsky   | Vereinigte Staaten     | 121.854          |
| 06 | 0500          | NL Hold’em Turbo                       | 18. Juni 2023 | 1879       | Harley Brooks      | Vereinigte Staaten     | 134.527          |
| 07 | 0500          | PLO 8-Max                              | 18. Juni 2023 | 0608       | Joe Serock         | Vereinigte Staaten     | 093.911          |
| 08 | 3200          | NL Hold’em HR                          | 20. Juni 2023 | 0321       | Jeremy Ausmus (6)  | Vereinigte Staaten     | 360.036          |
| 09 | 1000          | PLO Championship                       | 22. Juni 2023 | 0383       | Stanislav Barshak  | Vereinigte Staaten     | 128.841          |
| 10 | 0400          | NL Ultra Deepstack                     | 25. Juni 2023 | 1810       | Ryan Eriquezzo (3) | Vereinigte Staaten     | 145.374          |
| 11 | 0888          | NL Hold’em Crazy 8’s                   | 27. Juni 2023 | 1050       | Robert Como        | Vereinigte Staaten     | 227.000          |
| 12 | 0500          | NL Hold’em Deepstack                   | 2. Juli 2023  | 1754       | Tom Hall           | Vereinigtes Konigreich | 176.920          |
| 13 | 5300          | NL Hold’em HR Championship             | 3. Juli 2023  | 0408       | Sam Soverel (2)    | Vereinigte Staaten     | 393.516          |
| 14 | 0400          | NL Hold’em Turbo                       | 6. Juli 2023  | 1178       | Zachary Grech      | Vereinigte Staaten     | 107.504          |
| 15 | 1000          | NL Hold’em Championship                | 8. Juli 2023  | 1365       | Blaze Gaspari      | Vereinigte Staaten     | 224.816          |
| 16 | 0600          | Online Deepstack Championship          | 9. Juli 2023  | 2157       | Vitor Dzivielevski | Brasilien              | 185.316          |
| 17 | 1000          | NL Hold’em 6-Max Championship          | 11. Juli 2023 | 1170       | Tom Marchese       | Vereinigte Staaten     | 195.963          |
| 18 | 2000          | Freezeout Championship                 | 15. Juli 2023 | 0551       | Julien Sitbon      | Frankreich             | 176.348          |
| 19 | 0500          | NL Hold’em Summer Saver                | 16. Juli 2023 | 1301       | Christian Roberts  | Venezuela              | 154.359          |
| 20 | 0777          | NL Hold’em Lucky 7's                   | 16. Juli 2023 | 0951       | Nipun Java (3)     | Indien                 | 195.151          |

#### WSOP.com MI
| # | Buy-in (in $) | Turnier                     | Turnierbeginn | Teilnehmer | Sieger         | Herkunft           | Preisgeld (in $) |
| - | ------------- | --------------------------- | ------------- | ---------- | -------------- | ------------------ | ---------------- |
| 1 | 500           | NL Hold’em Bankroll Builder | 4. Juni 2023  | 178        | Todd Estes (2) | Vereinigte Staaten | 18.623           |
| 2 | 400           | NL Hold’em PKO 8-Max        | 11. Juni 2023 | 215        | Morgan Magee   | Vereinigte Staaten | 17.447           |
| 3 | 500           | NL Hold’em Turbo            | 18. Juni 2023 | 193        | Rudy Gavaldon  | Vereinigte Staaten | 20.193           |
| 4 | 400           | NL Hold’em Mystery Bounty   | 25. Juni 2023 | 208        | David Ferus    | Vereinigte Staaten | 17.898           |
| 5 | 600           | NL Hold’em Deepstack        | 2. Juli 2023  | 125        | Kyle Goodman   | Vereinigte Staaten | 22.850           |
| 6 | 300           | NL Hold’em                  | 9. Juli 2023  | 312        | Joe Midena     | Vereinigte Staaten | 17.884           |
| 7 | 500           | NL Hold’em Summer Saver     | 16. Juli 2023 | 178        | Nicolai Morris | Vereinigte Staaten | 26.231           |

#### WSOP.com PA
| # | Buy-in (in $) | Turnier                     | Turnierbeginn | Teilnehmer | Sieger            | Herkunft           | Preisgeld (in $) |
| - | ------------- | --------------------------- | ------------- | ---------- | ----------------- | ------------------ | ---------------- |
| 1 | 500           | NL Hold’em Bankroll Builder | 4. Juni 2023  | 153        | Andrew Kershaw    | Vereinigte Staaten | 16.965           |
| 2 | 400           | NL Hold’em PKO 8-Max        | 11. Juni 2023 | 234        | Joshua Dempsey    | Vereinigte Staaten | 20.100           |
| 3 | 500           | NL Hold’em Turbo            | 18. Juni 2023 | 195        | Justin Vaysman    | Vereinigte Staaten | 20.402           |
| 4 | 400           | NL Hold’em PKO Deepstack    | 25. Juni 2023 | 217        | Christopher Nunez | Vereinigte Staaten | 20.311           |
| 5 | 600           | NL Hold’em Deepstack        | 2. Juli 2023  | 134        | Michael Mayer     | Vereinigte Staaten | 25.110           |
| 6 | 300           | NL Hold’em                  | 9. Juli 2023  | 345        | Aleksey Levin     | Vereinigte Staaten | 19.776           |
| 7 | 500           | NL Hold’em Summer Saver     | 16. Juli 2023 | 156        | Elias Garney      | Vereinigte Staaten | 23.306           |

## Player of the Year
Die Auszeichnung als Player of the Year erhielt der Spieler, der über alle Turniere hinweg die meisten Punkte sammelte. Dazu zählten auch die online ausgespielten Turniere. Von der Wertung waren nicht für alle Spieler zugängliche Turniere ausgenommen, dies betraf das Casino Employees, das Seniors und Super Seniors, die Ladies Championship sowie das Tag-Team-Event. Sieger Ian Matakis gewann ein Bracelet, erreichte insgesamt 5 Finaltische und 22-mal die Geldränge, womit er sich Preisgelder von rund 880.000 US-Dollar sicherte.
| Platz | Herkunft           | Spieler           | Punkte  |
| ----- | ------------------ | ----------------- | ------- |
| 1     | Vereinigte Staaten | Ian Matakis       | 5203,89 |
| 2     | Vereinigte Staaten | Shaun Deeb        | 4276,12 |
| 3     | Vereinigte Staaten | Chris Brewer      | 4127,62 |
| 4     | Vereinigte Staaten | Josh Arieh        | 3938,62 |
| 5     | Vereinigte Staaten | Jesse Lonis       | 3865,70 |
| 6     | Portugal           | Michael Rodrigues | 3513,21 |
| 7     | Vereinigte Staaten | Chad Eveslage     | 3447,63 |
| 8     | Brasilien          | Yuri Dzivielevski | 3382,33 |
| 9     | Vereinigte Staaten | Ben Yu            | 3128,08 |
| 10    | Vereinigte Staaten | Phil Hellmuth     | 3072,14 |

## Expansionen
Vom 20. August bis 17. Oktober 2023 erfolgte die vierte Austragung der World Series of Poker Online mit 66 Events. Seit dem 25. Oktober 2023 werden im King’s Resort im tschechischen Rozvadov bei der World Series of Poker Europe 15 Bracelets ausgespielt.